# Juri Wjatschelawowitsch Bogatow
Juri Wjatschelawowitsch Bogatow (russisch Юрий Вячелавович Богатов, englische Transkription: Yury Bogatov, * 21. Oktober 1986 in Moskau) ist ein russischer Beachvolleyballspieler.

## Karriere
Bogatow spielte 2006 in Sankt Petersburg mit Pawel Karpuchin sein erstes Open-Turnier der FIVB World Tour. Im gleichen Jahr wurde er mit Sergei Prokopjew Neunter der Junioren-Weltmeisterschaft in Mysłowice. 2007 spielte er zunächst zwei Open-Turniere mit Roman Sergejewitsch Arkajew, bevor er wiederum in Sankt Petersburg erstmals mit Ruslan Dajanow. Nachdem er 2008 mit Sergei Kostjuchin seinen ersten Grand Slam in Moskau gespielt hatte, absolvierte er 2009 noch einige weitere Turniere mit Dajanow. Anschließend bildete er ein neues festes Duo mit Bogatow und erreichte beim Grand Slam in Moskau sofort den neunten Platz. Bei der Europameisterschaft 2009 in Sotschi trat das Duo ebenfalls mit Heimvorteil an, verlor aber alle drei Vorrundenspiele und beendete das Turnier auf Rang 13. Anschließend wurden Prokopjew/Bogatow Vierter der Sanya Open. 2010 kamen sie bei den Grand Slams in Moskau und Gstaad auf die Plätze fünf und neun. In Berlin erreichten sie das Viertelfinale der EM 2010, das sie in drei Sätzen gegen Kolodinski/Koschkarjow verloren.
2011 spielte Bogatow zunächst ein paar Turniere mit Alexei Pastuchow. Bei der Weltmeisterschaft in Rom traten Prokopjew/Bogatow wieder gemeinsam an. In ihrer Vorrunden-Gruppe gelang ihnen jedoch kein Satzgewinn. 2012 wurden sie Neunter in Moskau und Fünfter beim CEV Continental Cup in Alanya. Zwischenzeitlich trat Bogatow in den Jahren 2011 bis 2013 auch mehrmals mit Dmitri Nikolajewitsch Barsuk an. Als bestes Ergebnis erreichte dieses Duo den 17. Platz. 2013 spielte Bogatow erneut mit Prokopjew. Das wiedervereinte Duo wurde Neunter der Fuzhou Open. Bei der WM in Stare Jabłonki schieden Prokopjew/Bogatow sieglos nach der Vorrunde aus.